# José Bandini
José Bandini (Cádiz, 1771-San Diego, 1841) fue un capitán de barco hispano-mexicano y uno de los primeros colonos de San Diego, California.

## Biografía

### Primeros años
José Bandini nació en Cádiz, España, y lo más probable es que tuviera al menos algunos (si no todos) antepasados ampliamente italianos que habían emigrado a España cuando la mayor parte del país era parte del imperio. En 1793 se instaló en Lima, Perú, donde se casó dos veces, primero con Ysidora Blancas y, tras su muerte en 1801, con Manuela Mazuelos. Tuvo varios hijos, entre ellos Manuel Antonio Bandini Mazuelos, quien se convirtió en arzobispo de Lima y Juan Bandini, una figura política muy conocida en las eras mexicana y estadounidense de California.

### Servicio naval
Bandini sirvió como teniente en el navío español Nymphia en la batalla de Trafalgar en 1805.
Primero visitó California, entonces parte de España, en diciembre de 1818 como capitán del barco Reina de los Ángeles, trayendo suministros militares y tropas desde San Blas a la capital de Alta California, Monterey para defenderse del corsario Hipólito Bouchard. Dos años más tarde, él y su tripulación prestaron juramento de lealtad al líder revolucionario mexicano Agustín de Iturbide y participaron en la Guerra de Independencia de México.

### Asentamiento en California
En 1822, Bandini recibió el retiro militar con el rango de capitán de milicias por parte del gobierno mexicano recién independizado. Poco después se instaló en San Diego donde, como Richard Henry Dana describió en Dos años al pie del mástil, "construyó una casa grande con un patio al frente, mantuvo un gran séquito de indígenas y se preparó para el grandee de esa parte del país".
En 1828 Bandini escribió Descrision de l'Alta California (traducida al inglés por Doris Marion Wright como A Description of California en 1828). En él describió a la gente del territorio, su tierra y recursos, y el estado de su comercio. En ese momento, el gobierno mexicano había decidido que el comercio exterior con California solo se permitiría a través del puerto de Monterey. Bandini creía que esto sofocaría el crecimiento económico de California, por lo que concluyó la Descrision proponiendo que también se permitieran las importaciones en el puerto de San Diego, mientras que las exportaciones de California (casi en su totalidad pieles, sebo y trigo) se permitieran en cualquier lugar a lo largo de su costa.
Su hijo, Juan Bandini, usó la Descrision como base de un informe que escribió para la Comisaría Principal de la Alta California en 1830.
José Bandini falleció en San Diego en 1841.